# Neot HaKikar
Neot HaKikar (în ebraică: נְאוֹת הַכִּכָּר) este un moșav în nordul văii aride Arava în Israel. Este situat la sud de Marea Moartă, acesta se află sub jurisdicția Consiliului Regional Tamar. 